# 2827 Vellamo
2827 Vellamo (1942 CC) là một tiểu hành tinh vành đai chính do Liisi Oterma phát hiện tại Turku ngày 11.2.1942.